# Diamond DA20

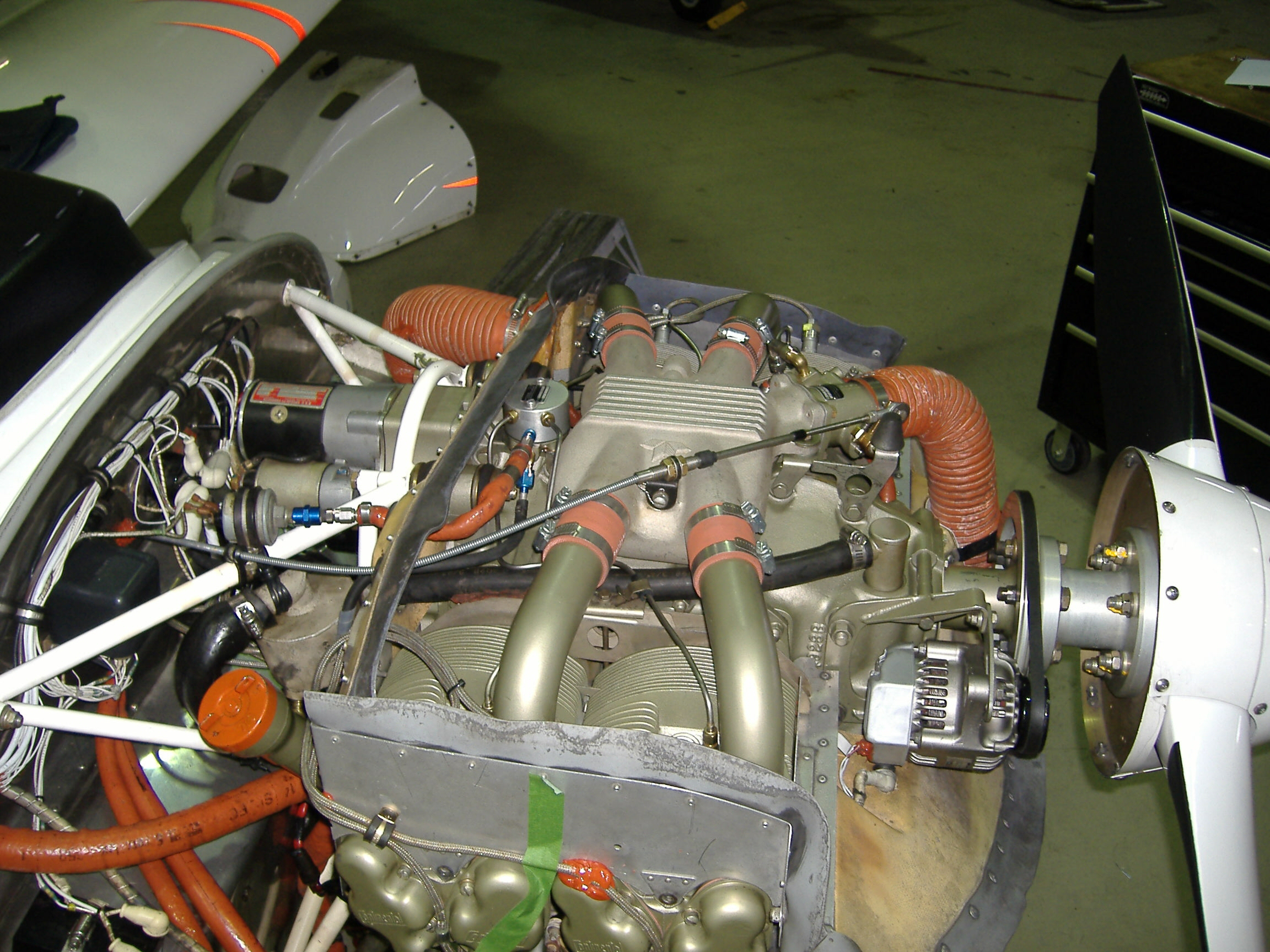
Motor Continental

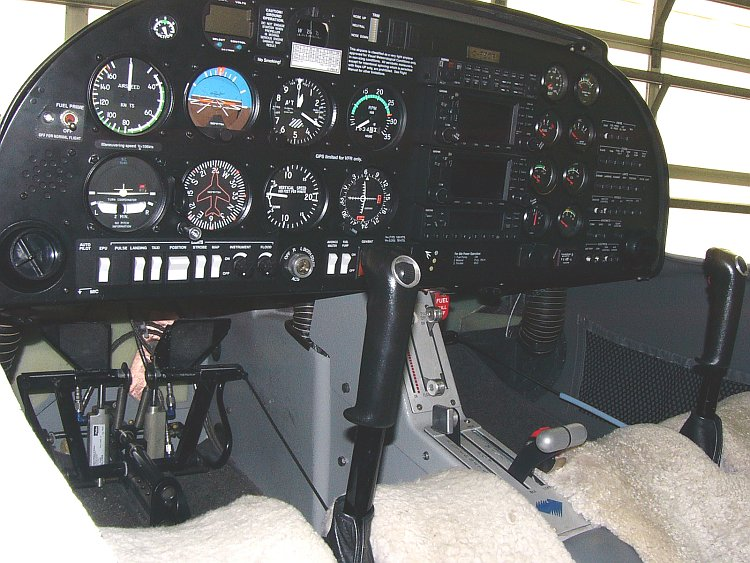
Painel de Instrumentos

O Diamond DA20 é um avião monomotor de origem austríaca, porém, hoje é produzido no Canadá. A aeronave com 2 assentos, trem de pouso do tipo triciclo e fixo. Tornou-se a aeronave padrão de treinamentos que a Academia da Força Aérea dos Estados Unidos utiliza para formação de seus pilotos.
O cockpit é um dos mais confortáveis desta classe de aviões, pois conta com assentos de excelente ergonomia para seus ocupantes e pedais ajustáveis, além de possuir cinto de 4 pontos. No Brasil, o DA20 faz parte da frota do conceituado Aeroclube de São Paulo para instrução de seus alunos.
O DA20 possui um desenho aerodinâmico avantajado, além de ser extremamente resistente, o que é ideal para treinamentos. Conta também com as carenagens de roda que aumentam a velocidade, economia de combustível e diminuem o arrasto parasita. O DA20 tem uma célula de segurança integrada em torno do cockpit e sistemas vitais para excelente resistência a incêndios e inflamáveis.
A estrutura é modular e todas as peças de reposição, desde superfícies de controle até asas inteiras e outras montagens principais, podem ser substituídas individualmente em caso de danos, minimizando o custo de manutenção, o que torna o DA20 uma aeronave de baixo custo operacional.
Possui um motor de 4 cilindros opostos horizontalmente, refrigerado a ar. Também é equipado com motor rotativo Wankel.

## Operadores
De acordo com o Registro Aeronáutico Brasileiro (RAB), há apenas 6 aeronaves registradas no país, sendo quatro operadas pelo Aeroclube de São Paulo, uma pelo Aeroclube de Eldorado do Sul e a outra pelo Aeroclube de Juiz de Fora.
| Operador                     | Matrícula | Número de Série | Ano de Fabricação |
| ---------------------------- | --------- | --------------- | ----------------- |
| Aeroclube de Eldorado do Sul | PR-BTF    | C0618           | 2012              |
| Aeroclube de Juiz de Fora    | PR-BTH    | C0624           | 2012              |
| Aeroclube de São Paulo       | PR-ASP    | C0601           | 2011              |
| Aeroclube de São Paulo       | PR-DDB    | C0542           | 2009              |
| Aeroclube de São Paulo       | PR-SAO    | C0620           | 2012              |
| Aeroclube de São Paulo       | PR-SAU    | C0645           | 2014              |

## Especificações Técnicas

### Dimensões

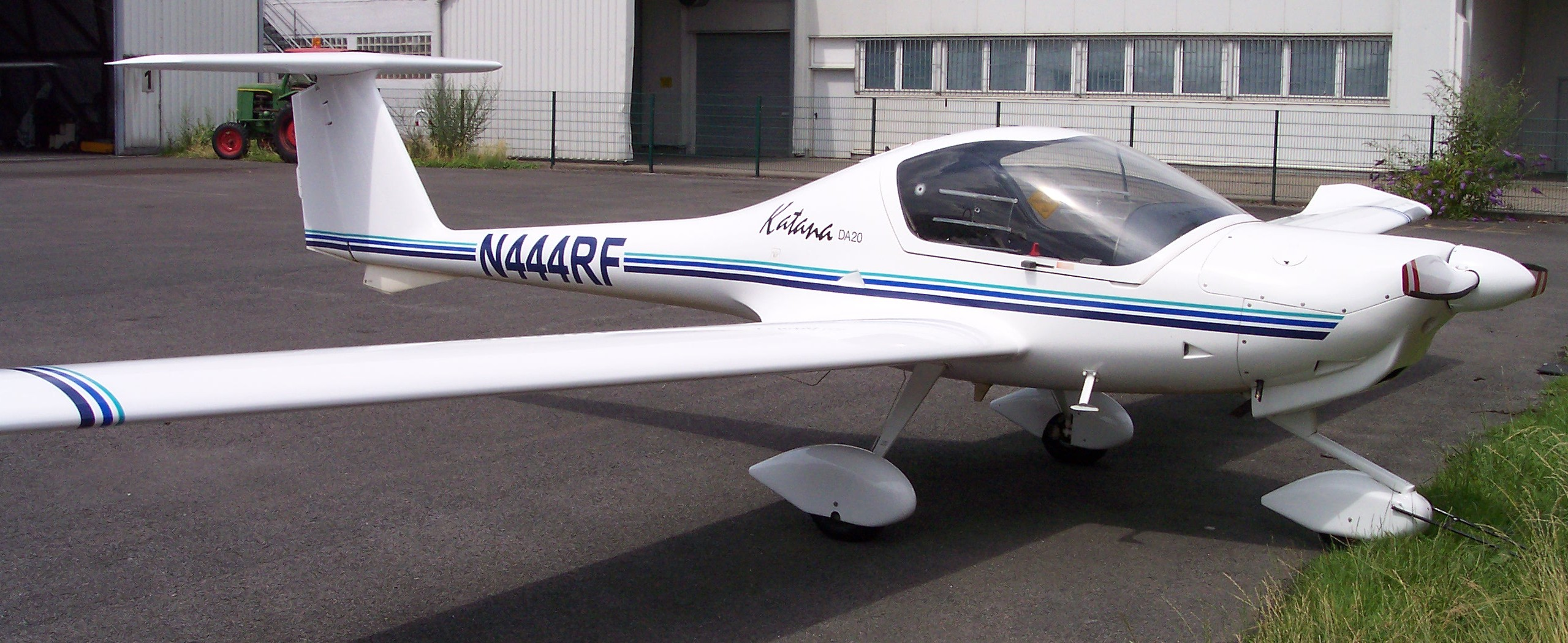
Diamond DA20i Katana.

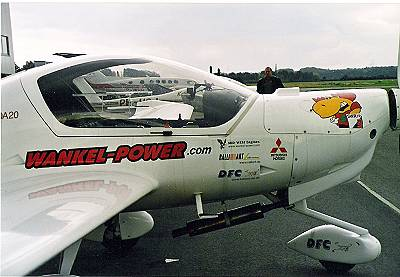
Diamond DA20 Katana equipado com motor Wankel.

|             | DA20i Katana         | DA20 C1              |
| ----------- | -------------------- | -------------------- |
| Altura      | 2,10 m (6 ft 11 in)  | 2,16 m (7 ft 1 in)   |
| Comprimento | 7,15 m (23 ft 5 in)  | 7,24 m (23 ft 9 in)  |
| Envergadura | 10,87 m (35 ft 8 in) | 10,89 m (35 ft 9 in) |

### Motor
|          | DA20i Katana         | DA20 C1                |
| -------- | -------------------- | ---------------------- |
| Motor    | Rotax 912 iSc3 Sport | Continental IO-240-B3B |
| Potência | 100 hp               | 125 hp                 |

### Peso e Carregamento
|                          | DA20i Katana            | DA20 C1               |
| ------------------------ | ----------------------- | --------------------- |
| Assentos                 | 2                       | 2                     |
| Peso Vazio               | 525 kg (1.158 lbs)      | 535 kg (1.180 lbs)    |
| Peso Útil                | 275 kg (606 lbs)        | 265 kg (584 lbs)      |
| Peso Máximo de Decolagem | 800 kg (1.764 lbs)      | 800 kg (1.764 lbs)    |
| Combustível Utilizável   | 84 litros (22,2 US gal) | 91 litros (24 US gal) |

### Performance
|                                    | DA20i Katana            | DA20 C1               |
| ---------------------------------- | ----------------------- | --------------------- |
| Máxima Velocidade de Cruzeiro      | 226 km/h (122 KTAS)     | 240 km/h (130 KTAS)   |
| Razão de Subida (MSL)              | 3,4 m/s (667 ft/min)    | 4,2 m/s (830 ft/min)  |
| Alcance (55%, 8000 pés)            | 1.302 km (703 nm)       | 973 km (525 nm)       |
| Consumo (55%, 8000 pés)            | 11,1 l/h (2,9 US gal/h) | 20 l/h (5,3 US gal/h) |
| Teto Operacional                   | 4.000 m (13.100 pés)    | 4.000 m (13.100 pés)  |
| Velocidade Máxima de Vento Cruzado | 37 km/h (20 kts)        | 37 km/h (20 kts)      |